# 藍馬林魚號重載船

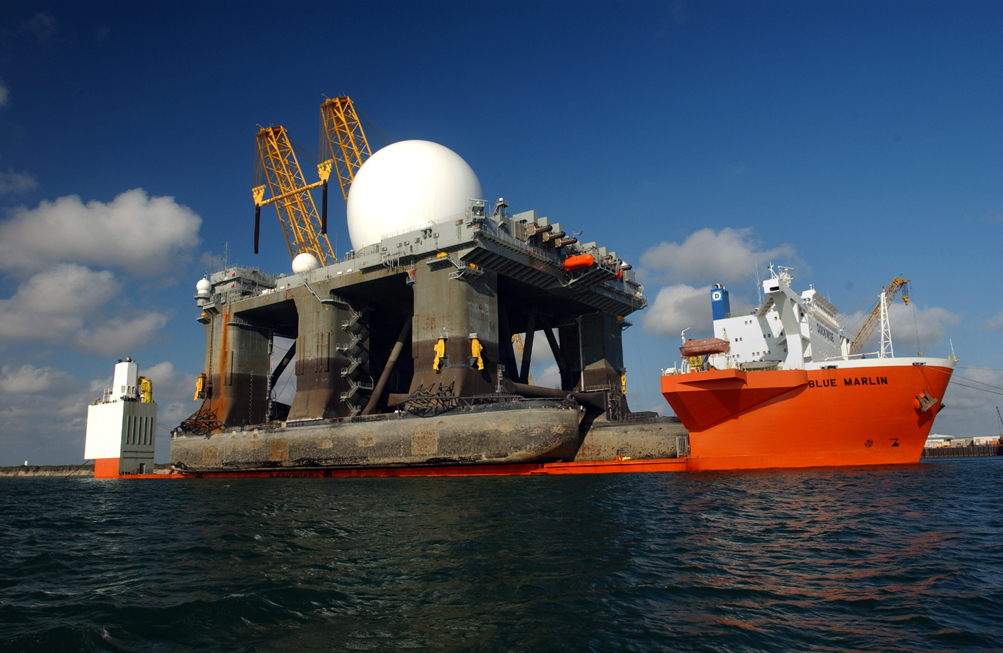
藍馬林魚號於墨西哥灣內進行海基X波段雷達的裝載工程。

藍馬林魚號（MV Blue Marlin）是一艘荷屬安地列斯籍、專門用來載運鑽油平台之類半潛式水面人工結構物的半潛舉式重載船（Semi-submersible heavy lift ship）。其與另一艘同屬馬林魚級的姊妹船－－黑馬林魚號（MV Black Marlin）是在1999年4月時，由總部設於挪威奧斯陸的離岸重型運輸公司（Offshore Heavy Transport）委託中華民國的台灣國際造船設計並在高雄建造。2000年4月時藍馬林魚號正式完工，之後在2001年時跟隨所屬船公司併入荷蘭的海運集團道克懷斯（Dockwise）。
51,000噸級的藍馬林魚號擁有非常特殊的船身造型，其船首與船尾部分看似一般的貨輪，但船身中段部分卻是一個甲板高度非常接近水線的巨大平台，在必要時可以沒入水中以便利貨物的裝卸。
在藍馬林魚號所載運過的各種特殊貨品中，最知名者莫過於在2000年10月12日時於葉門亞丁港內遭蓋達組織以自殺小艇衝撞攻擊而損毀的美國海軍柯爾號飛彈驅逐艦（USS Cole DDG-67）。事後軍方雇用藍馬林魚號將水線附近受損進水無法自力航行的柯爾號載回美國本土，以進行維修。除了載運船隻外，藍馬林魚號也載運過像是白雪天然氣油田（Snøhvit）的廠房設施模組或海基X波段雷達（SBX）等特殊的大型海上人工物。

## 外部連結
- 藍馬林魚號（页面存档备份，存于）（道克懷斯官方網站）（英文）